# Королёва, Клавдия Кирилловна
Клавдия Кирилловна Королёва (1929—1998) — советский передовик сельского хозяйства, звеньевая колхоза «Власть труда» Кромского района Орловской области. Герой Социалистического Труда (1948).

## Биография
Родилась в 1929 году в деревне Атяевка, Кромского района Орловского округа Центрально-Чернозёмной области в крестьянской семье.
С 1941 по 1943 годы в период Великой Отечественной войны находилась на территории оккупированной гитлеровскими войсками. С 1943 года после изгнание врага с территории Орловской области, К. К. Королёва в возрасте четырнадцати лет, начала свою трудовую деятельность в местном колхозе и одновременно вместе со своими односельчанами восстанавливала разрушенное войной колхозное хозяйство.
С 1946 года была назначена руководителем комсомольско-молодёжного звена по выращиванию конопли колхоза «Власть труда» Кромского района Алтайского края.
Звено под руководством К. К. Королёвой по итогам работы в 1947 году получило на площади 5,8 гектара, урожай южной конопли — 66,73 центнера и семян — 9,45 центнера с гектара.
30 марта 1948 года Указом Президиума Верховного Совета СССР «за получение высоких урожаев ржи и южной конопли в 1947 году» Клавдия Кирилловна Королёва была удостоена звания Героя Социалистического Труда с вручением Ордена Ленина и золотой медали «Серп и Молот». Помимо А. И. Королёвой звания Герой Социалистического Труда были удостоены руководитель её бригады А. И. Комоликов, председатель колхоза С. И. Мельников и звеньевая Н. Г. Макарова..
12 марта 1949 года Указом Президиума Верховного Совета СССР «за выдающиеся достижения в труде и по итогам работы в 1948 году» Клавдия Кирилловна Королёва была награждена вторым Орденом Ленина
В 1949 году была участником XI съезда ВЛКСМ. После окончания Елецких курсов подготовки председателей колхозов работала главным агрономом сельхоз предприятия Орловской области, в последующем работала бригадиром пошивочного цеха Орловской обувной фабрики.
После выхода на заслуженный отдых проживала в Железнодорожном районе города Орёл.
Скончалась 3 ноября 1998 года в Орле.

## Награды
- Медаль «Серп и Молот» (30.03.1948)
- Орден Ленина (30.03.1948; 12.03.1949)
- Медали